# Sclerochiton ilicifolius
Sclerochiton ilicifolius är en akantusväxtart som beskrevs av Adrianus Dirk Jacob Meeuse. Sclerochiton ilicifolius ingår i släktet Sclerochiton och familjen akantusväxter. Inga underarter finns listade i Catalogue of Life.